# هانز أوستر
هان بول أوستر (9 أغسطس 1887 - 9 أبريل 1945) كان جنرالًا في الفيرماخت في ألمانيا النازية وشخصية رائدة في المقاومة الألمانية من عام 1938 إلى عام 1943. كنائب لرئيس مكتب مكافحة التجسس في أبفير (المخابرات العسكرية الألمانية)، كان أوستر في وضع جيد لإجراء عمليات المقاومة تحت ستار العمل الاستخباري. تم فصله لمساعدة اليهود على تجنب الاعتقال.
كان متورطًا في مؤامرة أوستر في سبتمبر 1938 وقُبض عليه في عام 1943 للاشتباه في مساعدة ضباط أبڤير الذين قُبض عليهم وهم يساعدون اليهود على الهروب من ألمانيا. بعد مؤامرة 1944 الفاشلة في حياة هتلر، استولى الجستابو على مذكرات الأدميرال ويلهلم كاناريس، رئيس الأبفير، حيث كُشفت أنشطة أوستر المناهضة للنازية. في أبريل 1945، شُنق مع كاناريس وديتريش بونهوفر في معسكر اعتقال فلوسنبرج.

## وظيفة مبكرة
ولد أوستر في دريسدن بولاية ساكسونيا عام 1887، وهو نجل القس الألزاسي للكنيسة البروتستانتية الفرنسية. أنتسب إلى سلاح المدفعية في عام 1907، وفي الحرب العالمية الأولى، خدم في الجبهة الغربية حتى عام 1916 ، عندما تم تعيينه نقيبًا في هيئة الأركان العامة الألمانية. بعد الحرب، كان يعتقد أنه جيد بما فيه الكفاية ليتم الاحتفاظ به في الرايخويهر المصغر، الذي يقتصر فيلق ضباطه على 4000 بموجب معاهدة فرساي. كان عليه أن يستقيل من الجيش في عام 1932، عندما وقع في مشكلة بشأن طيش أثناء الكرنفال في المنطقة المنزوعة السلاح في راينلاند، حيث تم حظر ضباط الرايخويهر.  

سرعان ما وجد وظيفة في منظمة جديدة أنشأها هيرمان غورينغ تحت إشراف الشرطة البروسية. انتقل إلى أبوير في أكتوبر 1933. 

## الحواشي
1. ↑  Biography of Hans Oster, deutsche-biographie.de; accessed 28 September 2015. باللغة الألمانية نسخة محفوظة 2019-03-30 على موقع واي باك مشين.
2. ↑  Michael Balfour, Withstanding Hitler, pp. 160-161

## وصلات خارجية
- هانز أوستر على موقع مونزينجر (الألمانية)